# Lijst van ridderorden in Italië
Italië heeft tot ver in de 19e eeuw alleen als geografische eenheid bestaan. Een aantal van de vele, men telt er zeker 37,  Italiaanse staten en de grote Europese machten die delen van het schiereiland bezaten, hebben eigen ridderorden ingesteld. Er waren ook kruisridderorden en militaire orden, want Italië lag op de grens van de islamitische en christelijke wereld en om de heerschappij in de Middellandse Zee werd eeuwenlang fel gevochten.
De Duitse Orde
De Tempeliers
De Orde van Sint Jan
De Constantinische Orde

## De stadstaten en andere staten in Italië
De lijst noemt geen staten die voor de elfde eeuw al verdwenen zijn.  De oudste ridderorden zijn immers rond 1090 ontstaan.

### A
Republiek Amalfi
- Van het in 1137 door Pisa veroverde Amalfi is geen ridderorde bekend.

Ambrosiaanse Republiek
- Deze republiek heeft slechts drie jaar bestaan. Er is geen ridderorde bekend.

### C
Cisalpijnse Republiek
- De naam werd in januari 1802 veranderd in de Italiaanse Republiek en in 1805 ging deze samen met Venetië op in het Koninkrijk Italië.  Zie aldaar.

Cispadaanse Republiek
- In de zes maanden van zijn bestaan heeft deze rond Bologna gelegen Franse vazalstaat geen ridderorden ingesteld.

### E
Koninkrijk Etrurië
- Ertrurië nam een van de orden van Parma over.
- De Heilige en Militaire Orde van Sint-Stefanus Paus en Martelaar

### F
Florentijnse Republiek
- Volgens het laat-middeleeuwse orderecht was een republiek niet gerechtigd om ridderorden te stichten.

Friuli
- De Venetiaanse en Oostenrijkse landsheren stelden voor hun markgraafschap Friuli geen ridderorden in.

### G
Republiek Genua
- Volgens het laat-middeleeuwse orderecht was een republiek niet gerechtigd om ridderorden te stichten.

### I
Markgraafschap Istrië
- De Oostenrijkse landsheren stelden voor hun markgraafschap Istrië geen ridderorden in.

Katapanaat van Italië
- Het Katapanaat was in de 10e eeuw een Byzantijnse provincie. De ridderorden ontstonden aan het einde van de 11e eeuw.  In de 12e eeuw stichtte Gilbert, graaf van Gravina een nieuw katapanaat, maar van een ridderorde is niet bekend.

Italiaanse Sociale Republiek
- De fascistische republiek van de uit handen van de Italiaanse koning bevrijde Benito Mussolini stichtte 
  - De Orde van de Romeinse Adelaar 2 maart 1944 (Italiaans: "Ordine civile e militare dell'Aquila Romana")

Koninkrijk Italië (1805-1814)
- Napoleon I stelde voor zijn koninkrijk een eigen ridderorde in.
  - De Orde van de IJzeren Kroon

Koninkrijk Italië (1861-1946)
- Het koninkrijk Italië nam de ridderorden van Savoye en het koninkrijk Sardinië over. Ook de huisorde van de vorsten van Savoye, de Orde van de Verkondiging, functioneerde in de praktijk als een orde van de Italiaanse staat.
  - De Orde van de Verkondiging (rond 1360)
  - De Militaire Orde van Savoye (1815)
  - De Orde van Sint-Mauritius en Sint-Lazarus (1831 maar de Orde van Orden van Sint-Mauritius en Sint-Lazarus stammen al uit de middeleeuwen.)
  - De Civiele Orde van Verdienste van Savoye (1831)
- Daar kwamen na 1860 nog de Italiaanse ridderorden bij.
  - De Orde van de Kroon van Italië (1868)
  - De Orde van Verdienste van de Arbeid (1898)
  - De Orde van de Romeinse Adelaar (1942)
  - De Koloniale Orde van de Ster van Italië (1914)

- De in 1946 verdreven koning Umberto II bleef gedurende zijn leven "zijn" ridderorden nog verlenen. Zijn zoon verleent alleen de twee huisorden, de eeuwenoude Orde van de Verkondiging en de Orde van Sint-Mauritius en Sint-Lazarus. Deze hebben in de laatste decennia het karakter van een internationale ridderorde naar het model van de Orde van Malta gekregen. In heel de wereld bestaan nu afdelingen.

Republiek Italië (sinds 1947)
- De Italiaanse republiek heeft de koninklijke Italiaanse ridderorden afgeschaft. Alleen de Militaire Orde van Savoye keerde onder een andere naam, maar met vrijwel ongewijzigde versierselen en lint, weer terug.  In 1999 werden de eretekenen opnieuw vormgegeven. Men keerde terug naar de vooroorlogse, koninklijke, modellen voor sterren en kruisen.
  - De Orde van Verdienste (1952) (Italiaans: "Ordine al Merito della Repubblica Italiana")
  - De Militaire Orde van Italië (1956) (Italiaans: "Ordine Militare d'Italia")
  - De Orde van de Ster van de Italiaanse Solidariteit (1947) (Italiaans: "Ordine della Stella della Solidarietà Italiana")
  - De Orde van Verdienste van de Arbeid (1898) (Italiaans: "Ordine al Merito del Lavoro")
  - De Orde van Vittorio Veneto (1968) (Italiaans: "Ordine di Vittorio Veneto")

### K
Kerkelijke Staat
- Rome en de Marche waren een onafhankelijke staat die tot 1870 (val van Rome) en 1860 (annexatie van de Marche door Savoye) door de paus werd bestuurd.
- Er waren meerdere pauselijke ridderorden.
  - De Orde van Christus (1319)
  - De Orde van het Heilig Graf (1496)
  - De Orde van de Gouden Spoor (1539)
  - De Orde van Sint-Johannes de Doper (voluit "Orde van Sint Johannes van het Lateraan van de Doper in Jeruzalem") (1560)
  - De Orde van de Moor (1806)
  - De Orde van Sint-Gregorius de Grote (1831)
  - De Orde van Sint-Sylvester en de Militia Aurarta (1841)
  - De Pius-Orde (1847)
  - De Orde van Sint-Cecilia (1847)
  - De Orde van Sint-Sylvester (1905)

- De paus trok zich na het verlies van zijn wereldlijke macht terug in het Vaticaan. Daar werden in 1905 de orden van Sint-Silvester (nu weer ontdaan van de toevoeging "Militia Aurarta") en Christus gereorganiseerd.

### L
Koninkrijk Lombardije-Venetië
- Ten behoeve van hun koninkrijk in Italië stichtten de Habsburgers
  - De Orde van de IJzeren Kroon

Ligurische Republiek
- In de zes jaar van zijn bestaan heeft deze rond Genua gelegen Franse vazalstaat geen ridderorden ingesteld.

Hertogdom Lucca
- Er waren twee ridderorden
  - De Orde van Sint-George voor Militaire Verdienste
  - De Orde van de Heilige Lodewijk voor Civiele Verdienste

Vorstendom Lucca en Piombino
Republiek Lucca
- Lucca kende als republiek geen ridderorden.

### M
Hertogdom Modena en Reggio
- - De Orde van de Adelaar van Este

Republiek San-Marino
- De kleine republiek stelde in de 19e en 20e eeuw twee ridderorden in.
  - De Orde van Sint-Marinus 1859
  - De Orde van Sint-Agatha 1923

Republiek Montefiorino
Soevereine militaire Hospitaalorde van Sint-Jan van Jeruzalem, genoemd van Rhodos en Malta

- Deze oude kruisridderorde, meestal "Orde van Malta" genoemd, is naar internationaal recht een soeverein lichaam. De grootmeester resideert in Rome. Daar werd in 1929 het oorspronkelijk aan het Oostenrijkse grootprioraat verbonden Kruis van Verdienste van de Souvereine Militaire Orde van Malta gereorganiseerd tot een internationale orde van verdienste van de Maltezer Orde.

### N
Koninkrijk Napels
- Napels, ook koninkrijk der Beide Siciliën genoemd, bezat meerdere ridderorden. Sommigen dezer worden ook nu nog door de pretendenten van de Napolitaanse kroon verleend.
- De Heilige Militaire Constantinische Orde van Sint-Joris is op de keper beschouwd geen Napolitaanse orde. De Orde werd door de Parmezaanse groothertog gekocht en is als een dynastieke orde aan zijn opvolgers in de huizen Farnese en Bourbon verbonden. Sinds 1735, toen Karel VII koning van Napels en Sicilië werd, was de Orde grotendeels Napolitaans. Ook de huidige troonpretendent van Napels is grootmeester van de Orde.

- De Orde van Sint-Januarius (1738) is een aan de persoon van het hoofd van het huis Bourbon-Beide Siciliën verbonden ridderorde.

- Werkelijk Napolitaanse ridderorden waren:
  - De Orde van de Heilige-Ferdinand en van de Verdienste (1800)
  - De Militaire Orde van Sint-Joris van de Wedervereniging (1808)
  - De Orde van de Beide Siciliën (1809)
  - De Orde van Frans I (1829)

### P
Hertogdom Parma en Piacenza
- De hertog van Parma kocht 
  - De Constantinische Orde van Sint-Joris. Deze Orde ging over in het bezit van een zijtak van de Spaanse Bourbons ( de bórbon de parme ). Daarnaast bezat het staatje twee ridderorden.
  - De Orde van Sint-George voor Militaire Verdienste
  - De Orde van de Heilige Lodewijk voor Civiele Verdienste
- Als hertogin van Parma stichtte keizerin Marie-Louise in 1818 opnieuw een 
  - Constantinische Orde van Sint-Joris. De Koning van Napels protesteerde daartegen.

Parthenopeïsche Republiek
- In de enkele maanden van zijn bestaan heeft deze staat geen ridderorden ingesteld.

Republiek Pisa
- Volgens het laat-middeleeuwse orderecht was een republiek niet gerechtigd om ridderorden te stichten.

### R
Romeinse Republiek (1798-1799)
- De republiek stichtte waarschijnlijk geen ridderorde.

Tweede Romeinse Republiek (1849)
- De republiek stichtte waarschijnlijk geen ridderorde.

### S
Koninkrijk Sardinië
- Zie onder Savoye.

Koninkrijk Sicilië
- Zie onder Napels.

Koninkrijk der Beide Siciliën
- Zie onder Napels.

### T
Vorstelijk graafschap Tirol en land Vorarlberg
Groothertogdom Toscane
Transpadaanse Republiek

### V
Republiek Venetië

## Ridderorden in het hedendaagse Italië
In het huidige Italië zijn veel ridderorden actief. Er zijn internationale ridderorden die door de Italiaanse staat officieel zijn erkend en er zijn ridderorden van de in 1860 onttroonde vorstenhuizen in Parma, Modena en Napels die door de Italiaanse staat als "niet door de regering ingestelde Italiaanse orden" zijn ingeschaald.  In een wet van 3 maart 1951 (https://web.archive.org/web/20070825192934/http://www.dirittonobiliare.com/civile.html) staat de Italiaanse staat zijn burgers het dragen van deze "niet nationale" orden desondanks toe. Er zijn ook talloze pseudo-orden. De Italiaanse staat heeft duidelijkheid willen scheppen door een lijst van pseudo-orden, soms onschuldige fantasieën, maar in een aantal gevallen organisaties die goedgelovigen bedriegen, te publiceren.
De Orde van de Romeinse Adelaar wordt door de familie Mussolini voor haar eigen politieke doeleinden gebruikt.